# ماثيو فونتين موري
ماثيو فونتين موري (بالإنجليزية: Matthew Fontaine Maury)‏ (و. 1807 – 1873 م) هو عالم فلك، وضابط بحري، وجغرافي، وعالم محيطات، وعالم أرصاد جوية، ورسام الخرائط، ومربي، ومؤرخ من الولايات المتحدة الأمريكية . ولد في مقاطعة سبوتسيلفانيا . وكان عضواً في الأكاديمية الروسية للعلوم .
توفي في كسينغتون، عن عمر يناهز 66 عاماً.

## مناصب وهيئات
أدار بحرية الولايات المتحدة.

## الخدمة العسكرية
خدم في بحرية الولايات المتحدة.

## روابط خارجية
- ماثيو فونتين موري على موقع الموسوعة البريطانية (الإنجليزية)
- ماثيو فونتين موري على موقع إن إن دي بي (الإنجليزية)